# Erkki Lahti
Erkki Lahti, född 1816, död 1858, var en självlärd skulptör från Evijärvi i Finland. 
Lahti gjorde fattiggubbarna av trä i Esse, Ilmola, Lappajärvi, Kronoby och Pedersöre. Författaren Antti Tuuri har skrivit skådespelet Pittipoika, som handlar om Lahti.